# Ehrhardt (Carolina del Sud)
Ehrhardt è un comune degli Stati Uniti d'America, situato in Carolina del Sud, nella contea di Bamberg.